# Shirley Strickland
Shirley Strickland de la Hunty (født Shirley Strickland 18. juli 1925, død 11. februar 2004) var en australsk atlet, som konkurrerede i 1940- og 1950'erne i sprint og hækkeløb. Hun deltog i tre olympiske lege og vandt syv medaljer. 

## Aktiv idrætskarriere
Hendes første OL var i 1948 i London, hvor hun stillede op i fire discipliner. I 100 meterløb vandt hun sit indledende heat og blev nummer to i sit semifinaleheat. I finalen løb hun på 12,2 sekunder hvilket rakte til bronzemedaljen efter vinderen Fanny Blankers-Koen fra Nederlandene og briten Dorothy Manley. Hendes næste disciplin var 80 meter hækkeløb, hvor hun blev nummer to i sit indledende heat og vandt semifinaleheatet. I finalen vandt Blankers-Koen igen foran briten Maureen Gardner, mens Strickland med tiden 11,4 sekunder vandt endnu en bronzemedalje. I 200 meterløbet var situationen næsten den samme: Strickland blev nummer to i sit indledende heat og vandt semifinalen, inden hun i finalen med tiden 25,3 sekunder måtte se sig besejret af Blankers-Koen, der vandt guld, briten Audrey Williamson samt amerikaneren Mickey Patterson, så hun sluttede som nummer fire. Efterfølgende har studier af fotos fra mållinjen imidlertid vist, at hun reelt var foran Patterson og burde have haft bronzemedaljen. Endelig var hun med på det australske hold, der løb 4 x 100 meterløb, der efter en andenplads i indledende heat med tiden 47,6 sekunder sluttede som nummer to efter Nederlandene og foran Canada. Strickland fik dermed en sølvmedalje sammen med June Maston, Betty McKinnon og Joyce King.
Efter at være blevet gift i 1950 stillede hun op som Shirley Strickland de la Hunty ved OL 1952 i Helsinki. Hun var meldt til de samme fire discipliner som ved OL i 1948, og i 100 meterløb vandt hun sit indledende heat, blev nummer tre i kvartfinalen og nummer to i semifinalen. Finalen blev vundet af hendes landsmand, Marjorie Jackson, mens sydafrikaneren Daphne Hasenjäger blev nummer to, og Strickland de la Hunty gentog sin bronzemedalje fra OL 1948. I 80 m hæk vandt hun alle sine heats, så hun endte med at sikre sig sin første OL-guldmedalje i ny verdensrekordtid 10,9 sekunder foran Marija Golubnitjaja fra Sovjetunionen og tyskeren Maria Sander. Hun valgte ikke at stille op i 200 meterløbet, men var igen med på det australske stafethold, der havde tre af finalisterne fra det individuelle 100 meter løb med til at løbe 4 x 100 meter og derfor var klare favoritter. De satte da også ny verdensrekord i det indledende heat i tiden 46,1 sekunder, men efter at Strickland og Verna Johnston havde løbet fint som de to første, gik det galt ved sidste skift, hvor Winsome Cripps skulle aflevere depechen til Marjorie Jackson, da Cripps efter afleveringen med knæet kom til at støde til depechen. Jackson undgik dog at tabe den, men manøvren kostede tid, så australierne måtte nøjes med femtepladsen i tiden 46,6 sekunder.
Strickland de la Hunty var sidste gang med til OL i 1956 på hjemmebane i Melbourne, hvor hun først stillede op i 100 meterløbet. Her blev hun i det indledende heat nummer tre, slået marginalt af tyske Gisela Köhler, og dermed var ude af konkurrencen. Bedre gik det i 80 m hækkeløb, hvor hun igen vandt alle sine heats og slog sin olympiske rekord fra fire år forinden med tiden 10,7 sekunder. Gisela Köhler blev nummer to og australieren Norma Thrower nummer tre. Endelig var hun med på stafetholdet, som igen var favoritter. Holdet satte ny verdensrekord i indledende heat med 44,9 sekunder, og i finalen forbedrede de den yderligere til 44,5 sekunder, godt presset af briterne, der løb i 44,7, mens amerikanerne blev nummer tre i 44,9. Det australske vinderhold bestod ud over Strickland af Norma Croker, Fleur Mellor og Betty Cuthbert. Dermed vandt Strickland de la Hunty sin anden guldmedalje ved disse lege og sin syvende OL-medalje i alt. Dette var rekord blandt kvindelige atletikudøvere i OL-sammenhæng, indtil Merlene Ottey i 2000 nåede medalje nummer otte og ni.
I tillæg til den olympiske succes vandt hun tre guldmedaljer og to sølvmedaljer under Commonwealth Games i 1950. Gennem sin karriere tangerede hun eller forbedrede verdensrekorder fem gange individuelt og som deltager på australske stafethold yderligere fem gange.

## Øvrig karriere
Efter den aktive karriere arbejdede hun med det australske olympiske hold under OL i 1968 og 1976.
Hun havde en bachelor-grad i fysik og underviste i matematik og fysik på Perth Technical College. Hun var desuden politisk aktiv, primært som repræsentant for Australian Democrats, som hun og hendes mand var med til at grundlægge, og hun var opstillet til delstats- og forbundsvalg adskillige gange uden at opnå valg. Hun sad dog i to perioder i byrådet Melville, en del af Perth.
Ved åbningsceremonien til OL 2000 i Sydney var hun én af flere tidligere australske idrætsstjerner, der var med til at bære det olympiske flag. I 2001 vakte det opmærksomhed, at Strickland de la Hunty bortauktionerede materialer relateret til hendes OL-deltagelser, heriblandt sine guldmedaljer. Hun gjorde det for dels at hjælpe med at betale for sin børnebørns uddannelser, dels at støtte gode miljøformål. De fleste af genstandene blev erhvervet af en gruppe anonyme forretningsfolk, der skænkede dem til det australske National Sports Museum.
Hun modtog flere priser for sine præstationer. Således modtog hun i 1957 Order of the British Empire, og i 2001 fik hun Order of Australia. Da hun døde, gave Western Australia hende som den første civilist en statsbegravelse.

## Privatliv
Shirley Strickland var datter af Dave Strickland, der var sportsmand og som sin datter blandt andet sprinter. Hun giftede sig i 1950 med geologen Lawrence Edmund de la Hunty, som hun havde undervist på Perth Technical College. Parret fik fire børn.
Hendes død var omgærdet med nogen mystik, hvor hun blev fundet på sit køkkengulv. Det viste sig, at hun havde været død nogle dage, og da hun havde store økonomiske problemer, gik der rygter om, at hun havde begået selvmord. Undersøgelserne viste dog, at der ikke var grund til at tro på usædvanlige omstændigheder ved hendes død.